# Fenoxaprop-Herbizide

Enantiomere von Fenoxaprop

Fenoxaprop bezeichnet chemischer Verbindungen aus der Gruppe der Aryloxyphenoxypropionat-Herbizide.
Durch die Veresterung der Carboxygruppe mit Alkoholen (z. B. Ethanol) können weitere Derivate gebildet werden.

## Vertreter
| Fenoxaprop-Herbizide |                      |                           |                           |                                       |                                 |                                 |
| Name                 | Fenoxaprop           | Fenoxaprop-P              | (−)-Fenoxaprop            | Fenoxaprop-ethyl                      | Fenoxaprop-P-ethyl              | (−)-Fenoxaprop-ethyl            |
| Strukturbeschreibung | freie Säure, Racemat | (R)-Isomer von Fenoxaprop | (S)-Isomer von Fenoxaprop | Ethylester von racemischem Fenoxaprop | (R)-Isomer von Fenoxaprop-ethyl | (S)-Isomer von Fenoxaprop-ethyl |
| CAS-Nummer           | 95617-09-7           | 113158-40-0               | 113776-21-9               | 66441-23-4                            | 71283-80-2                      | 113776-20-8                     |
| EG-Nummer            | 690-343-8            | 601-237-8                 |                           | 266-362-9                             | 615-273-7                       | 622-887-9                       |
| ECHA-Infocard        | 100.217.457          | 100.116.160               |                           | 100.060.311                           | 100.113.604                     | 100.151.618                     |
| PubChem              | 86134                | 11949285                  | 13309797                  | 47938                                 | 91707                           | 13022500                        |
| Wikidata             | Q27295733            | Q27287217                 | Q27283729                 | Q27095578                             | Q16064370                       | Q27252654                       |

## Verwendung
Die Fenoxaprop-Verbindungen werden als Nachauflauf-Herbizide verwendet.

## Zulassungsstatus
Racemisches Fenoxaprop sowie alle anderen Verbindungen der Fenoxaprop-Herbizide außer Fenoxaprop-P sind weder in den Staaten der EU noch in der Schweiz als Wirkstoff in Pflanzenschutzmitteln zugelassen.
Fenoxaprop-P-ethyl wird in einigen Veröffentlichungen ohne Angabe des Ethylesters verkürzt angegeben. In Deutschland, Österreich und der Schweiz gibt es zugelassene Pflanzenschutzmittel, die den Ethylester enthalten.